# Villeneuve-du-Paréage
Villeneuve-du-Paréage è un comune francese di 644 abitanti situato nel dipartimento dell'Ariège nella regione dell'Occitania.

## Società

### Evoluzione demografica
Abitanti censiti